# Bataille de Kousséri
 (juin 2017).
Si vous disposez d'ouvrages ou d'articles de référence ou si vous connaissez des sites web de qualité traitant du thème abordé ici, merci de compléter l'article en donnant les références utiles à sa vérifiabilité et en les liant à la section « Notes et références ».
La bataille de Kousséri, est une bataille qui a opposé le 22 avril 1900 les soldats français de différentes colonnes venus de l’empire colonial et renforcés de supplétifs baguirmiens à l’armée de Rabah (1842c-1900) près de Kousséri au Cameroun et à proximité de la ville actuelle de N'Djaména, au Tchad. Le commandant Lamy ainsi que Rabah sont tués au cours de la bataille. C'est une victoire française qui marque un progrès important dans la conquête de l’actuel Tchad par la France.

## Déroulement
L'armée française du commandant Lamy comprenait plus de 700 hommes depuis l'arrivée de la colonne Gentil ; leurs alliés baguirmiens comptaient au total 600 fusils et 200 cavaliers. Le tata (camp retranché) de Rabah (un carré de 800 m de côté adossé au Chari) était à 6 km en aval de Kousséri, en face du site actuel de N'Djaména. Il fallait ménager les susceptibilités et respecter le partage colonial décidé au traité de Berlin de 1885 : le camp de Rabah étant en territoire « allemand », Lamy s'adressa à Omar Sanda, héritier légitime du shehu Hashim de Bornou. Ce dernier donna officiellement à Gaourang de Baguirmi et à ses «alliés» toute licence pour chasser Rabah et le rétablir sur le trône.
Sortant de Kousséri les Français formèrent 3 colonnes. Celle de droite commandée par le capitaine Joalland (mission Afrique centrale): 174 fusils, 1 canon de 80; celle du centre (mission Gentil), par le capitaine Robillot; celle de gauche par le capitaine Emile Reibell.
Lamy attaqua le camp de Rabah sur 3 côtés, ne laissant libre que la berge du Chari. Après deux heures de fusillade et de canonnade on chargea, le tata fut enlevé et évacué par ses défenseurs en fuite. Rabah passa alors à la contre-attaque qui fut dévastatrice : Lamy fut mortellement touché par une balle, avec le capitaine Emile Edmond de Cointet de Fillain. Mais, les Sénégalais arrêtèrent Rabah qui, blessé, s'enfuit, tandis que les fuyards qui tentaient de franchir le fleuve étaient fusillés dans le Chari.
Au cours de la poursuite, Rabah fut reconnu par un tirailleur de la mission Afrique centrale, ancien déserteur de sa propre armée, qui l'acheva d'une balle dans la tête. Apprenant qu'il y avait une prime pour Rabah, il retourna sur le terrain et rapporta sa tête et sa main droite. 
Rabah fut unanimement identifié. Les Baguirmiens s'acharneront sur ses restes.
Les pertes humaines s'élevèrent à 28 morts et 75 blessés du côté français ; 1 000  à   1 500 morts et plus de 3 000 blessés du côté de Rabah, dont des femmes et des enfants qui accompagnaient l'armée.

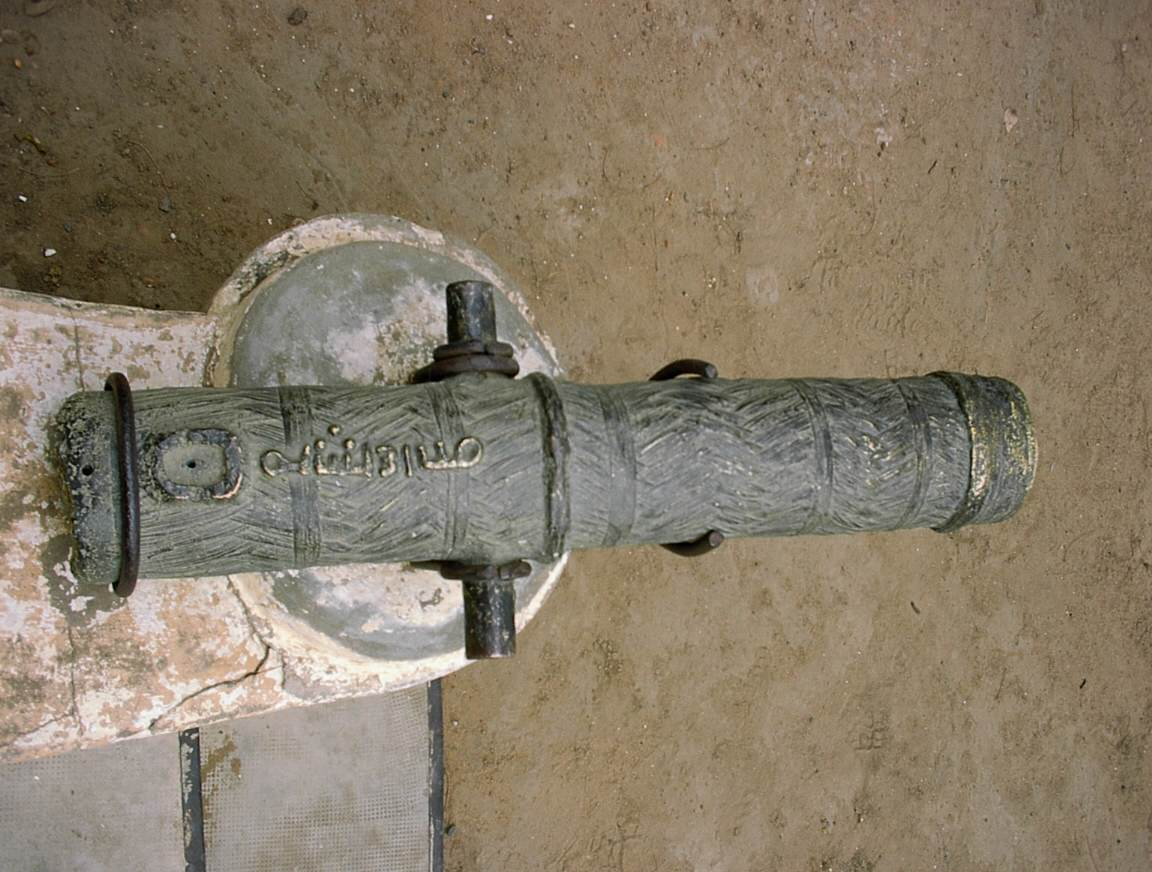
Canon de bronze pris à Rabah lors de la bataille. Musée national de Ndjaména (Tchad)
La tête de Rabah rapportée comme trophée
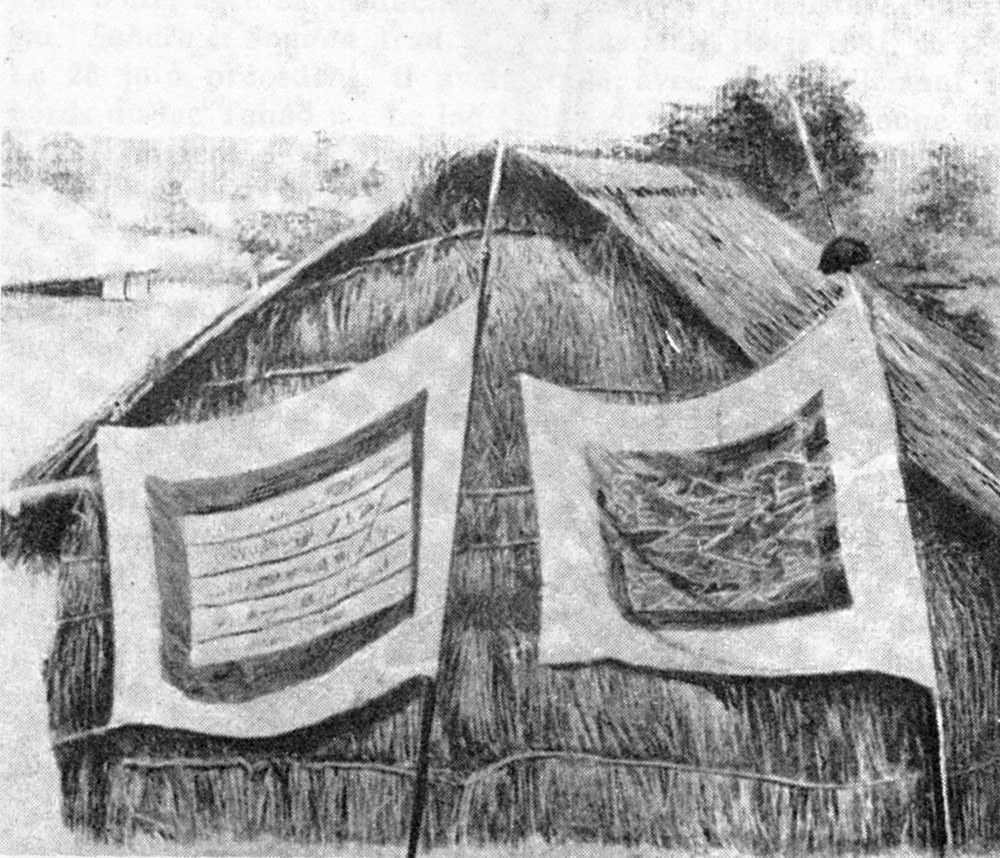
Drapeaux de Rabah pris par les Français à Kousséri